# فرودگاه نامور لیک
فرودگاه نامور لیک (به انگلیسی: Namur Lake Airport) یک فرودگاه همگانی است که یک باند فرود چمن دارد و طول باند آن ۶۱۰ متر است. این فرودگاه در کشور کانادا قرار دارد و در ارتفاع ۷۸۰ متری از سطح دریا واقع شده‌است.